# Melocactus broadwayi
Espèce
Synonymes
- Cactus broadwayi Britton & Rose[1],[2],[3]
- Melocactus intortus subsp. broadwayi[4]

Statut de conservation UICN

 NT  : Quasi menacé
Statut CITES
Melocactus broadwayi est une espèce de plantes appartenant au genre Melocactus. Originaire des Caraïbes, c'est une espèce encore abondante localement, mais la dégradation de son habitat naturel provoque le déclin des populations et justifie des mesures de protection.

## Description
Comme toutes les autres espèce du genre Melocactus, cette plante doit son nom à sa forme particulière, rappelant celle d'un melon. Une fois arrivé à l'âge adulte, approximativement à l'âge de quinze ans, ce cactus développe un cephalium qui grandit à une vitesse comprise entre cinq et dix millimètres par an. On estime qu'un individu peut vivre jusqu'à trois cents ans.

## Écologie
Cette plante est une espèce endémique des petites îles des Antilles comme la Désirade, les îles des Saintes ou encore celles de Saint-Barthélemy et de Saint-Martin.
Cette espèce, et plus généralement l'ensemble des espèces du genre Melocactus, est en déclin. Elle est en effet fréquemment consommée par le bétail à la recherche d'eau durant les périodes de sécheresses et est, en outre, victime d'arrachages sauvages.

## Classification
Cette espèce fut décrite pour la première fois par Britton & Rose en 1922 sous le nom Cactus broadwayi, et reclassée dans le genre Melocactus par A.Berger en 1926.
L’épithète spécifique broadwayi a été donné en l’honneur du botaniste britannique Walter Elias Broadway (es).

## Entretien
Melocactus broadwayi n'est pas la plus facile des cactées à cultiver :
- venant de régions exclusivement tropicales et de basse altitude, elle ne supporte pas des températures en deçà des 8-10 °C (contrairement à la plupart des autres cactées).
- son système racinaire peu développé la rend inefficiente dans l'absorption de l'eau, elle ne supporte pas non plus de périodes prolongées de sécheresse (dû à sa provenance de milieux humides). Elle nécessite donc plus d'attention que la plupart des autres espèces de cactées.
- son système racinaire faible est sensible au rempotage (à éviter autant que possible).
- son sol doit être extrêmement drainant et elle doit être exposée à une lumière forte mais pas extrême.
- ne pas la nourrir (minéraux) en période hivernale.